# Lon Chaney senior

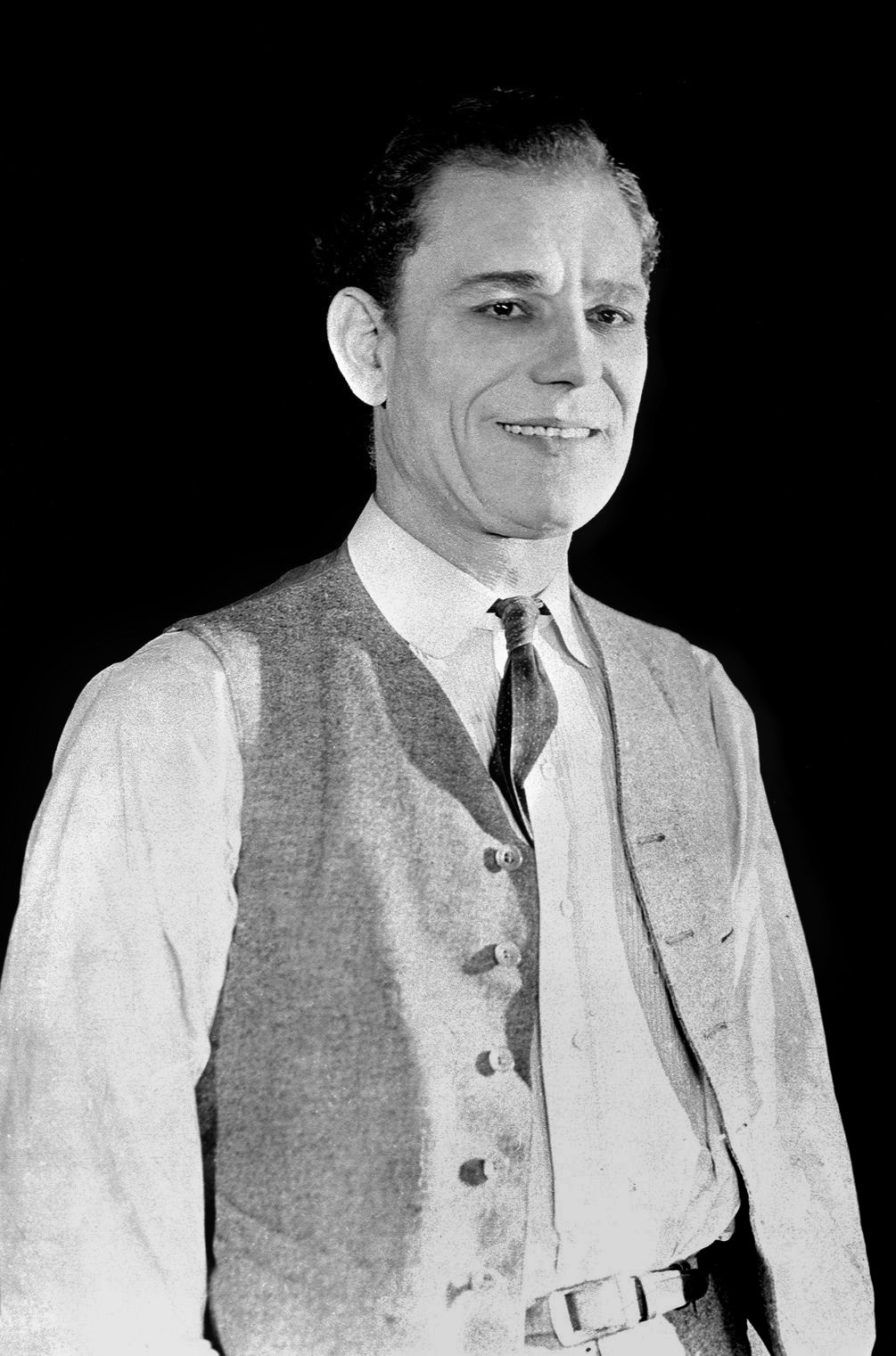
Lon Chaney, Standbild aus The Miracle Man (1919)

Lon Chaney (* 1. April 1883 in Colorado Springs, Colorado; † 26. August 1930 in Los Angeles, Kalifornien; eigentlich Leonidas Frank Chaney) war ein US-amerikanischer Schauspieler der Stummfilmära. Berühmt wurde er vor allem als Darsteller gequälter und grotesker Figuren wie des Glöckners von Notre Dame und des Phantoms der Oper, denen Chaney darstellerische Tiefe und Komplexität verleihen konnte. Wegen seiner großen Wandlungsfähigkeit war er auch als „der Mann mit den 1000 Gesichtern“ bekannt.

## Leben

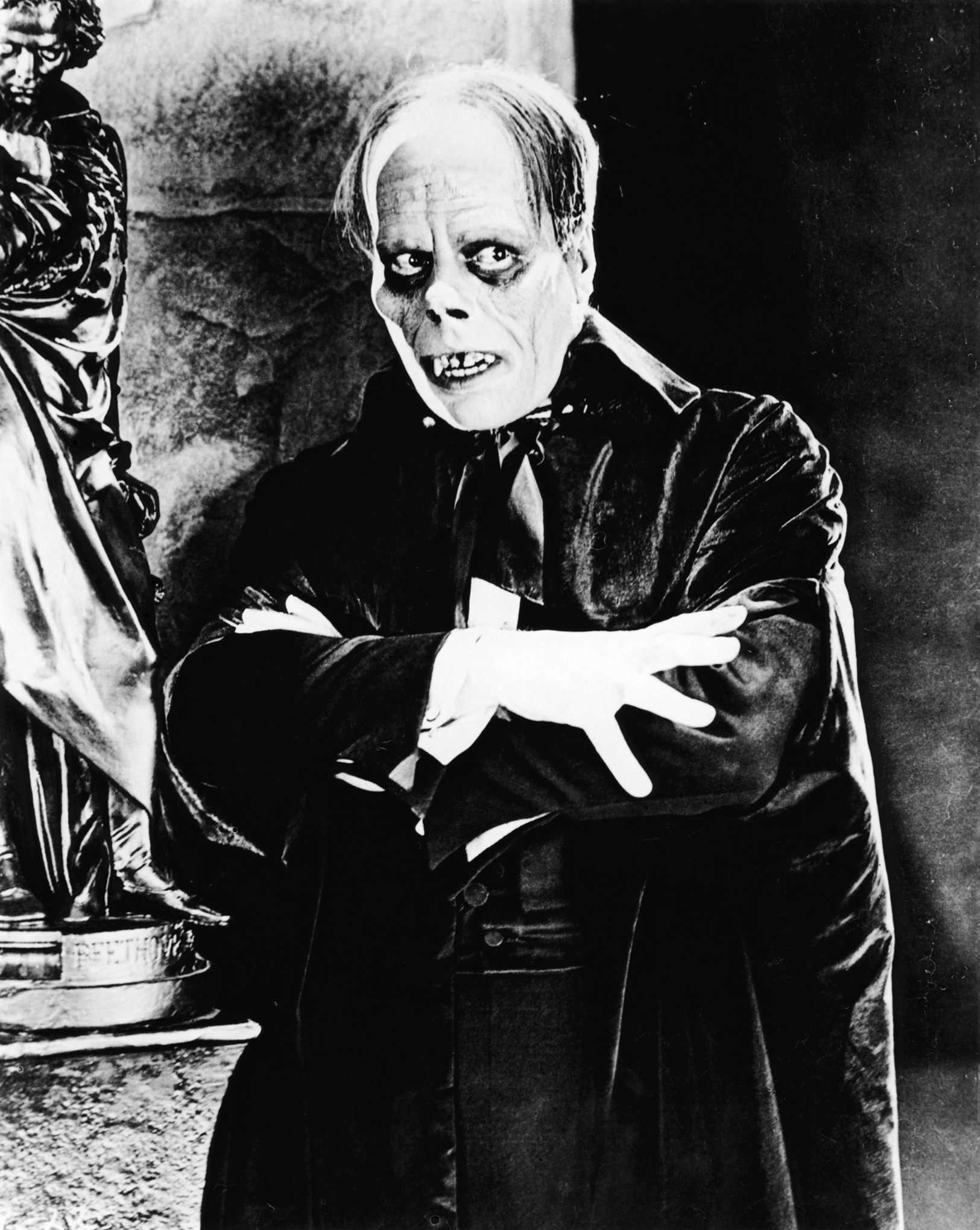
Chaney als Phantom der Oper

Lon Chaney wurde 1883 in Colorado Springs als Sohn gehörloser Eltern geboren. Sein Vater Frank H. Chaney arbeitete als Frisör. Seine Mutter, Emma Alice Chaney (geb. Kennedy), erkrankte, als Lon Chaney noch ein Knabe war, musste lange Zeit das Bett hüten und starb schließlich. Damit er sich mit seinen Eltern besser verständigen konnte, übte Chaney schon als Kind häufig Pantomime aus. Zunächst arbeitete er als Tapezierer und Parkettleger, ehe er im Jahre 1902 mit 19 Jahren seinen ersten Auftritt als Amateurschauspieler hatte. Mit Vaudeville-Schauspielgruppen zog er durch ganz Amerika. Seinen ersten gesicherten Filmauftritt hatte Chaney 1913 mit einer Rolle in der Kurzfilm-Komödie Poor Jake's Demise. In den folgenden Jahren spielte er bei Universal Studios in zahlreichen Filmen, allerdings kam er nur selten über Nebenrollen heraus und erreichte so zunächst wenig Prominenz. Erst seine Schurkenrolle im Western Riddle Gawne an der Seite von Cowboy-Star William S. Hart machte ihn einem breiten Publikum bekannt. Zwischen 1917 und 1919 spielte Chaney außerdem in zahlreichen Filmen neben dem Leinwandpaar Dorothy Phillips und William Stowell.
Den endgültigen Durchbruch brachte Chaney 1919 der Film The Miracle Man mit Thomas Meighan und Betty Compson. In der Rolle des liebenswerten Betrügers The Frog konnte er auch zuerst sein großes Talent für Make-ups und Verkleidungen unter Beweis stellen. Schnell stieg er zu einem der führenden Charakterdarsteller des amerikanischen Films auf. In die erste Riege der Hollywood-Stars gelangte Lon Chaney 1923 durch die Rolle des Quasimodo in Der Glöckner von Notre Dame, einer Verfilmung des gleichnamigen Romans von Victor Hugo unter Regie von Wallace Worsley. Der Film wurde nicht zuletzt dank Chaneys schauspielerischer Leistung und seiner aufwendigen Maskerade ein Erfolg. Chaney soll für die Rolle einen 72 Pfund schweren Gummibuckel und einen fleischfarbenen Ganzkörperanzug getragen haben, der über eine Vorrichtung verfügte, die Chaney am Schließen des Mundes hinderte. Die Verkleidungen für andere Rollen waren ähnlich aufwendig und führten dazu, dass Chaneys Gesundheit darunter litt. 
1924 spielte Chaney in Victor Sjöströms Drama Der Mann, der die Ohrfeigen bekam die Hauptrolle eines Zirkusclowns mit tragischer Vergangenheit, der die Heirat zwischen einem von ihm verehrten Mädchen und seinem alten Erzfeind verhindern will. Große Bekanntheit erreichte auch Chaneys Darstellung des Phantoms in dem Horrorfilm The Phantom of the Opera aus dem Jahr 1925, einer Verfilmung des weltbekannten Buches von Gaston Leroux. Chaneys Maske erinnert an einen Totenkopf und orientiert sich somit als bisher einzige an der Beschreibung im Originalroman. Wie schon The Hunchback of Notre Dame wurde auch The Phantom of the Opera dank Chaneys vielschichtiger Darstellung ein Erfolg. Als wohl erster Darsteller von Horrorfiguren stellte er diese nicht nur als Monster, sondern als gepeinigte Figuren mit eigenem Innenleben und durchaus auch positiven Charakterzügen dar. 
Erwähnenswert sind auch Chaneys zehn Filme mit dem Regisseur Tod Browning. In Die unseligen Drei verkörpert Chaney Professor Echo, den Inhaber einer Zoohandlung und Anführer einer Verbrecherbande, die wohlhabende Menschen ausraubt. Die Bande besteht außer Professor Echo, der sich auch gerne als alte Frau verkleidet, noch aus einem Zwerg namens Tweedledee und einem Muskelmann namens Hercules. In dem Melodram The Unknown, dessen Handlung in einem Zirkus in Spanien spielt, verkörpert Chaney den Armlosen Alonzo, einen Messerwerfer, der seine Kunst mit den Beinen ausübt. Alonzo hat in Wirklichkeit Arme, die er aber versteckt. Nachdem er den Zirkusdirektor erwürgt hat, lässt er sich die Arme amputieren, um jeden Verdacht von sich abzulenken. In der Rolle der Estrelita, der Tochter des Zirkusdirektors, in die sich Alonzo unglücklich verliebt, ist Joan Crawford zu sehen. Für die Rolle des Alonzo trug Chaney ein Lederkorsett, das seine Arme so eng an den Leib presste, dass er wie ein Armloser aussah. In dem Horrorfilm Um Mitternacht spielte Chaney einen Polizeiinspektor, der sich als Vampir verkleidet, um den Gentleman-Mörder Sir James Hamlin (gespielt von Henry B. Walthall, der in den 1920er Jahren häufig mit Chaney auftrat) zu überführen. Chaney trug als Vampir wieder einmal eine schauerliche Maske; die spitzen Zähne des Vampirs erinnern an die eines Haifisches. 1935 drehte Tod Browning eine Neuverfilmung unter dem Titel Das Zeichen des Vampirs mit Bela Lugosi und Lionel Barrymore.
Lon Chaney Sr. verstarb am 26. August 1930 nach kurzer Krankheit an Blutungen durch seine Kehlkopfkrebs-Erkrankung. Er war zweimal verheiratet: Von 1905 bis 1913 mit Frances Cleveland „Cleva“ Creighton, diese Ehe wurde geschieden; und von 1915 bis zu seinem Tod mit Hazel Bennett Hastings. Aus erster Ehe hatte er den Sohn Creighton Tull Chaney, der unter dem Namen Lon Chaney junior später ebenfalls zu einem bekannten Darsteller in Horrorfilmen wurde. Lon Chaney Sr. besitzt einen Stern auf dem Hollywood Walk of Fame.

## Filmografie (Auswahl)

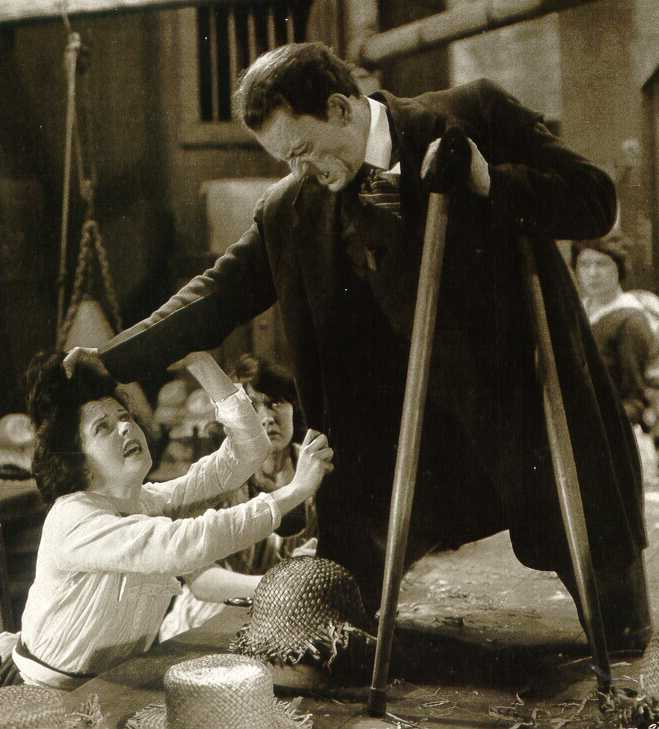
Chaney mit Ethel Grey Terry in The Penalty

- 1912: The Honor of the Family (Kurzfilm)
- 1913: The Ways of Fate (Kurzfilm)
- 1913: Suspense (Kurzfilm)
- 1913: Poor Jake’s Demise (Kurzfilm)
- 1913: The Sea Urchin (Kurzfilm)
- 1913: The Blood Red Tape of Charity (Kurzfilm)
- 1913: Shon the Piper (Kurzfilm)
- 1913: The Trap (Kurzfilm)
- 1913: The Restless Spirit (Kurzfilm)
- 1913: Almost an Actress (Kurzfilm)
- 1913: An Elephant on His Hands (Kurzfilm, Verschollen)
- 1913: Back to Life (Kurzfilm, Verschollen)
- 1913: Red Margaret, Moonshiner (Kurzfilm, Verschollen)
- 1913: Bloodhounds of the North (Kurzfilm, Verschollen)
- 1914: The Lie (Kurzfilm)
- 1914: The Honor of the Mounted (Kurzfilm)
- 1914: Remember Mary Magdalen (Kurzfilm, Verschollen)
- 1914: Discord and Harmony (Kurzfilm)
- 1914: The Menace to Carlotta (Kurzfilm, Verschollen, auch Drehbuch)
- 1914: The Embezzler (Kurzfilm, Verschollen)
- 1914: The Lamb, the Woman, the Wolf (Kurzfilm, Verschollen)
- 1914: The End of the Feud (Kurzfilm, Verschollen)
- 1914: The Tragedy of Whispering Creek (Kurzfilm, auch Drehbuch)
- 1914: The Unlawful Trade (Kurzfilm, Verschollen)
- 1914: Heart Strings (Kurzfilm)
- 1914: The Forbidden Room (Kurzfilm, Verschollen)
- 1914: The Old Cobbler (Kurzfilm, Verschollen)
- 1914: The Hopes of Blind Alley (Kurzfilm, Verschollen)
- 1914: A Ranch Romance (Kurzfilm, Verschollen)
- 1914: Her Grave Mistake (Kurzfilm, Verschollen)
- 1914: By the Sun’s Rays (Kurzfilm)
- 1914: The Trey o’ Hearts (Kurzfilm)
- 1914: The Adventures of François Villon: The Oubliette (Kurzfilm)
- 1914: The Adventures of François Villon: The Higher Law (Kurzfilm)
- 1914: A Miner’s Romance (Kurzfilm, Verschollen)
- 1914: Her Bounty (Kurzfilm)
- 1914: Richelieu
- 1914: The Pipes o’ Pan (Kurzfilm, Verschollen)
- 1914: Virtue I’ Its Own Reward (Kurzfilm)
- 1914: Her Life’s Story (Kurzfilm)
- 1914: Damon and Pythias
- 1914: Lights and Shadows (Kurzfilm)
- 1914: The Lion, the Lamb, the Man (Kurzfilm)
- 1914: A Night of Thrills (Kurzfilm)
- 1914: Her Escape (Kurzfilm, auch Drehbuch)
- 1915: The Sin of Olga Brandt (Kurzfilm)
- 1915: The Star of the Sea (Kurzfilm, Verschollen)
- 1915: A Small Town Girl (Kurzfilm)
- 1915: The Measure of a Man (Kurzfilm, Verschollen)
- 1915: The Threads of Fate (Kurzfilm, Verschollen)
- 1915: When the Gods Played a Badger Game (Kurzfilm)
- 1915: Such Is Life (Kurzfilm)
- 1915: Where the Forest Ends (Kurzfilm)
- 1915: Outside the Gates (Kurzfilm, Verschollen)
- 1915: All for Peggy (Kurzfilm)
- 1915: The Desert Breed (Kurzfilm, Verschollen)
- 1915: Maid of the Mist (Kurzfilm)
- 1915: The Grind (Kurzfilm, Verschollen)
- 1915: The Girl of the Night (Kurzfilm, Verschollen)
- 1915: The Stool Pigeon (Kurzfilm, Verschollen, auch Regie)
- 1915: An Idyll of the Hills (Kurzfilm, Verschollen)
- 1915: The Stronger Mind (Kurzfilm)
- 1915: The Oyster Dredger (Kurzfilm, auch Regie und Drehbuch)
- 1915: Steady Company (Kurzfilm, Verschollen)
- 1915: The Violin Maker (Kurzfilm, auch Regie)
- 1915: The Trust (Kurzfilm, auch Regie)
- 1915: Bound on the Wheel (Kurzfilm, Verschollen)
- 1915: Mountain Justice (Kurzfilm, Verschollen)
- 1915: Quits (Kurzfilm)
- 1915: The Chimney’s Secret (Kurzfilm, Verschollen, auch Regie und Drehbuch)
- 1915: The Pine’s Revenge (Kurzfilm, Verschollen)
- 1915: The Fascination of the Fleur de Lis (Kurzfilm)
- 1915: Alas and Alack (Kurzfilm)
- 1915: A Mother’s Atonement (Kurzfilm)
- 1915: Lon of Lone Mountain (Kurzfilm)
- 1915: The Millionaire Paupers (Kurzfilm)
- 1915: Under a Shadow (Kurzfilm, Verschollen)
- 1915: Father and the Boys (Kurzfilm)
- 1915: Stronger Than Death (Kurzfilm)
- 1916: Dolly’s Scoop (Kurzfilm)
- 1916: The Grip of Jealousy (Verschollen)
- 1916: Tangled Hearts
- 1916: The Gilded Spider
- 1916: Bobbie of the Ballet
- 1916: The Grasp of Greed
- 1916: The Mark of Cain
- 1916: If My Country Should Call
- 1916: Felix on the Job (Kurzfilm, Verschollen)
- 1916: The Place Beyond the Winds
- 1916: Accusing Evidence (Kurzfilm)
- 1916: The Price of Silence
- 1917: The Piper’s Price
- 1917: Hell Morgan’s Girl
- 1917: The Mask of Love (Kurzfilm)
- 1917: The Girl in the Checkered Coat (Verschollen)
- 1917: The Flashlight
- 1917: A Doll’s House
- 1917: Fires of Rebellion
- 1917: The Rescue
- 1917: Pay Me!
- 1917: Triumph
- 1917: The Empty Gun (Kurzfilm)
- 1917: Anything Once
- 1917: Bondage
- 1917: The Scarlet Car
- 1918: The Grand Passion
- 1918: Broadway Love
- 1918: The Kaiser, the Beast of Berlin
- 1918: Fast Company
- 1918: A Broadway Scandal
- 1918: Riddle Gawne
- 1918: That Devil, Bateese
- 1918: The Talk of the Town
- 1918: Danger, Go Slow (Verschollen)
- 1919: The Wicked Darling
- 1919: The False Faces
- 1919: A Man’s Country
- 1919: The Miracle Man
- 1919: Paid in Advance
- 1919: When Bearcat Went Dry
- 1919: Victory
- 1919: Daredevil Jack
- 1920: Treasure Island
- 1920: The Gift Supreme
- 1920: The Penalty
- 1920: Nomads of the North
- 1920: Outside the Law
- 1921: For Those We Love
- 1921: Bits of Life
- 1921: The Ace of Hearts
- 1921: Voices of the City
- 1922: The Trap (auch Drehbuch)
- 1922: Eine Zuchthaustragödie (Flesh and Blood)
- 1922: The Light in the Dark (teilweise in Farbe)
- 1922: Oliver Twist
- 1922: Shadows
- 1922: Im Wirbel der Fluten (Quincy Adams Sawyer)
- 1922: A Blind Bargain
- 1923: Seemannslos (All the Brothers Were Valiant)
- 1923: While Paris Sleeps
- 1923: The Shock
- 1923: Der Glöckner von Notre Dame (The Hunchback of Notre Dame)
- 1924: The Next Corner
- 1924: Der Mann, der die Ohrfeigen bekam (He Who Gets Slapped)
- 1925: Das Phantom der Oper (The Phantom of the Opera, auch Koregie)
- 1925: Dr. Palmers unheimliches Haus (The Monster)
- 1925: Die unheimlichen Drei (The Unholy Three)
- 1925: Der Narr und die Dirne (The Tower of Lies)
- 1926: Der Rabe von London (The Blackbird)
- 1926: Der Schrecken von Singapore (The Road to Mandalay)
- 1926: Brand im Osten (Tell it to the Marines)
- 1927: Mr. Wu (Mr. Wu)
- 1927: The Unknown – Der Unbekannte (The Unknown)
- 1927: Der Sohn der Taiga (Mockery)
- 1927: Um Mitternacht (London After Midnight)
- 1928: In den Händen der Polizei (The Big City)
- 1928: Lach, Clown, lach (Laugh, Clown, Laugh)
- 1928: Wenn die Großstadt schläft (While the City Sleeps)
- 1928: Das Gesetz des Kongo (West of Zanzibar)
- 1929: Der weiße Tiger (Where East Is East)
- 1929: Lokomotive 2329 (Thunder)
- 1930: The Unholy Three

## Verfilmung
1957 wurde Lon Chaneys Leben unter dem Titel Der Mann mit den 1000 Gesichtern (Man of a Thousand Faces) verfilmt. Die Rolle des Lon Chaney spielte James Cagney.